# Elizabeth Cromwell
Elizabeth Cromwell, född Bourchier 1598, död 1665, var gift med Oliver Cromwell, Lord Protector av England, Skottland och Irland. Hon kallas ibland för Lady Protectress eller Protectress Joan, den feminina versionen av makens titel och intog en drottninglik ställning under makens regeringstid.

## Biografi
Elizabeth Cromwell var dotter till Sir James Bourchier, Knt. of Felsted i Essex, och Frances Crane. Hennes far var en förmögen läderhandlare och jordägare från London. Hon gifte sig med Oliver Cromwell 1620. Äktenskapet gav Oliver Cromwell viktiga kontakter med både Londons borgarklass och den icke adliga puritanska jordägarklassen. Relationen mellan Elizabeth och Oliver beskrivs som lycklig och harmonisk. Paret fick nio barn.
Under engelska inbördeskriget blev Elizabeth Cromwell måltavla för smutskastning från de så kallade kavaljererna, makens politiska motståndare rojalisterna. Hon presenterades vid ett tillfälle för Karl I under dennes fångenskap på Hampton Court. 
Elizabeth Cromwell omtalades på sin tid för att ägna sig åt intriger och uppmuntra maken i hans politiska ambitioner. Några belägg för detta finns dock inte. Maken behandlade henne med respekt, men det finns inget som bekräftar att han ska ha behandlat henne som en politisk rådgivare. Tvärtom ska hon förgäves ha uppmanat honom att återkalla Karl II till England. Hon beskrivs som enkel, blygsam och husligt lagd, och med ett alldagligt utseende.
Efter hennes makes, och därefter hennes sons, avsättning 1660 erbjöds hon en statlig pension på rekommendation av armén. När det upptäcktes att hon försökte ta med sig delar av de före detta kungliga juvelerna då hon lämnade det före detta kungapalatset, blev dock erbjudandet tillbakadraget och lösöret konfiskerat. Hon drog sig tillbaka till Wales och när uppståndelsen kring restaurationen ebbat ut, bosatte hon sig hos sin svärson i Norborough i Northhamptonshire, där hon avled.